# Os Verdes (Luxemburgo)
Os Verdes (em luxemburguês: Déi Gréng; em francês: Les Verts; em alemão: Die Grünen) é um partido político do Luxemburgo, de ideologia ecologista e ambientalista .
Fundado em 1983 por pessoas ligadas a grupos ambientalistas, o partido chegou a se dividir, em 1985, em dois partidos: o Partido da Alternativa Verde e a Lista Verde-Iniciativa Ecológica. Em 1994, os dois partidos se reunificaram e refundaram-se com o mesmo, que, foi adoptado originalmente em 1983. 
Os Verdes tornaram-se um partido com uma base de apoio estável, a rondar os 10 %, sendo que, nas europeias o seu apoio ronda os 15 %. 
2013 foi um ano histórico para o partido, dado que, pela primeira vez entrou no governo do Luxemburgo, coligado com o Partido Democrata e o Partido Socialista dos Trabalhadores do Luxemburgo.

## Resultados Eleitorais

### Eleições legislativas
| Data | CI. | Votos   | %            | +/- | Deputados | +/-     | Status   |
| ---- | --- | ------- | ------------ | --- | --------- | ------- | -------- |
| 1984 | 5.º | 169 862 | 4,2 / 100,0  |     | 2 / 60    |         | Oposição |
| 1989 | 6.º | 130 485 | 3,8 / 100,0  |     | 2 / 60    |         | Oposição |
| 1989 | 7.º | 128 622 | 3,7 / 100,0  | 0,5 | 2 / 60    | Estável | Oposição |
| 1994 | 4.º | 303 991 | 9,9 / 100,0  | 2,4 | 5 / 60    | 1       | Oposição |
| 1999 | 5.º | 266 644 | 9,1 / 100,0  | 0,8 | 5 / 60    | Estável | Oposição |
| 2004 | 4.º | 355 895 | 11,6 / 100,0 | 2,5 | 7 / 60    | 2       | Oposição |
| 2009 | 4.º | 347 388 | 11,7 / 100,0 | 0,1 | 7 / 60    | Estável | Oposição |
| 2013 | 4.º | 331 920 | 10,1 / 100,0 | 1,6 | 6 / 60    | 1       | Governo  |
| 2018 | 4.º | 533 893 | 15,1 / 100,0 | 4,0 | 9 / 60    | 3       | Governo  |
| 2023 | 5.º | 18.016  | 8,3 / 100,0  | 6,8 | 4 / 60    | 5       | Oposição |

### Eleições europeias
| Data | CI. | Votos   | %            | +/- | Deputados | +/-     | Notas |
| ---- | --- | ------- | ------------ | --- | --------- | ------- | ----- |
| 1984 | 4.º | 60 152  | 6,1 / 100,0  |     | 0 / 6     |         |       |
| 1989 | 4.º | 61 054  | 6,1 / 100,0  |     | 0 / 6     |         | GLEI  |
| 1989 | 6.º | 42 926  | 4,3 / 100,0  | 1,8 | 0 / 6     | Estável | GAP   |
| 1994 | 4.º | 110 888 | 10,9 / 100,0 | 0,5 | 1 / 6     | 1       |       |
| 1999 | 4.º | 108 514 | 10,7 / 100,0 | 0,2 | 1 / 6     | Estável |       |
| 2004 | 3.º | 163 754 | 15,0 / 100,0 | 4,3 | 1 / 6     | Estável |       |
| 2009 | 4.º | 189 523 | 16,8 / 100,0 | 1,8 | 1 / 6     | Estável |       |
| 2014 | 2.º | 176 073 | 15,0 / 100,0 | 1,8 | 1 / 6     | Estável |       |
| 2019 | 3.º | 237 215 | 18,9 / 100,0 | 3,9 | 1 / 6     | Estável |       |